# Recordes olímpicos do halterofilismo
Esta lista reúne os recordes olímpicos do halterofilismo em diferentes períodos, acompanhando as diversas mudanças nas classes de peso.

## Recordes masculinos
Devido às mudanças nas classes de peso em 2018 e à redução das cotas de halterofilistas nos Jogos Olímpicos (apenas sete das dez categorias puderam competir em 2020), a Federação Internacional de Halterofilismo (IWF) restabeleceu um mínimo, chamado "padrão olímpico", para cada categoria. Esse padrão deve ser superado para que um novo recorde olímpico seja registrado.
Sete categorias por gênero foram selecionadas para os Jogos Olímpicos de Verão de 2020, mas, em 2024, esse número foi reduzido para cinco, que estão em destaque.
As categorias masculinas até 67 kg, 81 kg e 96 kg, que estiveram presentes em Tóquio, assim como a categoria até 109 kg, foram incorporadas às demais categorias nos Jogos de Paris. Como consequência, seus recordes foram excluídos das listas oficiais no site da IWF. As categorias até 61 kg e 73 kg foram mantidas para Paris, enquanto a categoria olímpica acima de 102 kg herdou os recordes da categoria acima de 109 kg, que esteve presente em Tóquio.
| Evento   | Evento    | Peso   | Nome               | País            | Jogos       | Data                   | Ref.  |
| -------- | --------- | ------ | ------------------ | --------------- | ----------- | ---------------------- | ----- |
| –61 kg   | Arranque  | 143 kg | Li Fabin           | CHN China       | Paris 2024  | 7 de agosto de 2024    | [ 2 ] |
| –61 kg   | Arremesso | 172 kg | Li Fabin           | CHN China       | Tóquio 2020 | 25 de julho de 2021    | [ 2 ] |
| –61 kg   | Total     | 313 kg | Li Fabin           | CHN China       | Tóquio 2020 | 25 de julho de 2021    | [ 2 ] |
|          |           |        |                    |                 |             |                        |       |
| –67 kg   | Arranque  | 151 kg | Padrão olímpico    |                 |             | 1º de novembro de 2018 |       |
| –67 kg   | Arremesso | 187 kg | Chen Lijun         | CHN China       | Tóquio 2020 | 25 de julho de 2021    | [ 1 ] |
| –67 kg   | Total     | 332 kg | Chen Lijun         | CHN China       | Tóquio 2020 | 25 de julho de 2021    | [ 1 ] |
|          |           |        |                    |                 |             |                        |       |
| –73 kg   | Arranque  | 166 kg | Shi Zhiyong        | CHN China       | Tóquio 2020 | 28 de julho de 2021    | [ 2 ] |
| –73 kg   | Arremesso | 199 kg | Rizki Juniansyah   | IDN Indonésia   | Paris 2024  | 8 de agosto de 2024    | [ 2 ] |
| –73 kg   | Total     | 364 kg | Shi Zhiyong        | CHN China       | Tóquio 2020 | 28 de julho de 2021    | [ 2 ] |
|          |           |        |                    |                 |             |                        |       |
| –81 kg   | Arranque  | 170 kg | Lu Xiaojun         | CHN China       | Tóquio 2020 | 31 de julho de 2021    | [ 1 ] |
| –81 kg   | Arremesso | 204 kg | Lu Xiaojun         | CHN China       | Tóquio 2020 | 31 de julho de 2021    | [ 1 ] |
| –81 kg   | Total     | 374 kg | Lu Xiaojun         | CHN China       | Tóquio 2020 | 31 de julho de 2021    | [ 1 ] |
|          |           |        |                    |                 |             |                        |       |
| –89 kg   | Arranque  | 180 kg | Padrão olímpico    |                 |             |                        |       |
| –89 kg   | Arremesso | 224 kg | Karlos Nassar      | BUL Bulgária    | Paris 2024  | 9 de agosto de 2024    | [ 2 ] |
| –89 kg   | Total     | 404 kg | Karlos Nassar      | BUL Bulgária    | Paris 2024  | 9 de agosto de 2024    | [ 2 ] |
|          |           |        |                    |                 |             |                        |       |
| –96 kg   | Arranque  | 183 kg | Padrão olímpico    |                 |             | 1º de novembro de 2018 |       |
| –96 kg   | Arremesso | 225 kg | Fares El-Bakh      | QAT Catar       | Tóquio 2020 | 31 de julho de 2021    | [ 1 ] |
| –96 kg   | Total     | 402 kg | Fares El-Bakh      | QAT Catar       | Tóquio 2020 | 31 de julho de 2021    | [ 1 ] |
|          |           |        |                    |                 |             |                        |       |
| –102 kg  | Arranque  | 186 kg | Padrão olímpico    |                 |             |                        |       |
| –102 kg  | Arremesso | 226 kg | Padrão olímpico    |                 |             |                        |       |
| –102 kg  | Total     | 410 kg | Padrão olímpico    |                 |             |                        |       |
|          |           |        |                    |                 |             |                        |       |
| –109 kg  | Arranque  | 195 kg | Simon Martirossian | ARM Armênia     | Tóquio 2020 | 3 de agosto de 2021    | [ 1 ] |
| –109 kg  | Arremesso | 237 kg | Akbar Djuraev      | UZB Uzbequistão | Tóquio 2020 | 3 de agosto de 2021    | [ 1 ] |
| –109 kg  | Total     | 430 kg | Akbar Djuraev      | UZB Uzbequistão | Tóquio 2020 | 3 de agosto de 2021    | [ 1 ] |
|          |           |        |                    |                 |             |                        |       |
| +109 kg1 | Arranque  | 223 kg | Lasha Talakhadze   | GEO Geórgia     | Tóquio 2020 | 4 de agosto de 2021    | [ 1 ] |
| +109 kg1 | Arremesso | 265 kg | Lasha Talakhadze   | GEO Geórgia     | Tóquio 2020 | 4 de agosto de 2021    | [ 1 ] |
| +109 kg1 | Total     | 488 kg | Lasha Talakhadze   | GEO Geórgia     | Tóquio 2020 | 4 de agosto de 2021    | [ 1 ] |

↑ A categoria superpesado masculina foi incluída nos Jogos Olímpicos de Paris como acima de 102 kg.

## Recordes femininos
As categorias femininas até 55 kg, 64 kg e 76 kg, que estiveram presentes em Tóquio, assim como a categoria até 87 kg, foram incorporadas às demais categorias nos Jogos de Paris. Como consequência, seus recordes foram excluídos das listas oficiais no site da IWF. As categorias até 49 kg e 59 kg foram mantidas para Paris, enquanto a categoria olímpica acima de 81 kg herdou os recordes da categoria acima de 87 kg, que esteve presente em Tóquio.
| Evento  | Evento    | Peso   | Nome            | País               | Jogos       | Data                   | Ref.  |
| ------- | --------- | ------ | --------------- | ------------------ | ----------- | ---------------------- | ----- |
| –49 kg  | Arranque  | 094 kg | Hou Zhihui      | CHN China          | Tóquio 2020 | 24 de julho de 2021    | [ 2 ] |
| –49 kg  | Arremesso | 117 kg | Hou Zhihui      | CHN China          | Paris 2024  | 7 de agosto de 2024    | [ 2 ] |
| –49 kg  | Total     | 210 kg | Hou Zhihui      | CHN China          | Tóquio 2020 | 24 de julho de 2021    | [ 2 ] |
|         |           |        |                 |                    |             |                        |       |
| –55 kg  | Arranque  | 098 kg | Muattar Nabieva | UZB Uzbequistão    | Tóquio 2020 | 26 de julho de 2021    | [ 1 ] |
| –55 kg  | Arremesso | 127 kg | Hidilyn Diaz    | PHI Filipinas      | Tóquio 2020 | 26 de julho de 2021    | [ 1 ] |
| –55 kg  | Total     | 224 kg | Hidilyn Diaz    | PHI Filipinas      | Tóquio 2020 | 26 de julho de 2021    | [ 1 ] |
|         |           |        |                 |                    |             |                        |       |
| –59 kg  | Arranque  | 107 kg | Luo Shifang     | CHN China          | Paris 2024  | 8 de agosto de 2024    | [ 2 ] |
| –59 kg  | Arremesso | 134 kg | Luo Shifang     | CHN China          | Paris 2024  | 8 de agosto de 2024    | [ 2 ] |
| –59 kg  | Total     | 241 kg | Luo Shifang     | CHN China          | Paris 2024  | 8 de agosto de 2024    | [ 2 ] |
|         |           |        |                 |                    |             |                        |       |
| –64 kg  | Arranque  | 108 kg | Padrão olímpico |                    |             | 1º de novembro de 2018 |       |
| –64 kg  | Arremesso | 134 kg | Padrão olímpico |                    |             | 1º de novembro de 2018 |       |
| –64 kg  | Total     | 242 kg | Padrão olímpico |                    |             | 1º de novembro de 2018 |       |
|         |           |        |                 |                    |             |                        |       |
| –71 kg  | Arranque  | 117 kg | Olivia Reeves   | USA Estados Unidos | Paris 2024  | 9 de agosto de 2024    | [ 2 ] |
| –71 kg  | Arremesso | 148 kg | Padrão olímpico |                    |             |                        |       |
| –71 kg  | Total     | 265 kg | Padrão olímpico |                    |             |                        |       |
|         |           |        |                 |                    |             |                        |       |
| –76 kg  | Arranque  | 121 kg | Padrão olímpico |                    |             | 1º de novembro de 2018 |       |
| –76 kg  | Arremesso | 149 kg | Padrão olímpico |                    |             | 1º de novembro de 2018 |       |
| –76 kg  | Total     | 270 kg | Padrão olímpico |                    |             | 1º de novembro de 2018 |       |
|         |           |        |                 |                    |             |                        |       |
| –81 kg  | Arranque  | 122 kg | Padrão olímpico |                    |             |                        |       |
| –81 kg  | Arremesso | 154 kg | Solfrid Koanda  | NOR Noruega        | Paris 2024  | 10 de agosto de 2024   | [ 2 ] |
| –81 kg  | Total     | 275 kg | Solfrid Koanda  | NOR Noruega        | Paris 2024  | 10 de agosto de 2024   | [ 2 ] |
|         |           |        |                 |                    |             |                        |       |
| –87 kg  | Arranque  | 130 kg | Padrão olímpico |                    |             | 1º de novembro de 2018 |       |
| –87 kg  | Arremesso | 159 kg | Padrão olímpico |                    |             | 1º de novembro de 2018 |       |
| –87 kg  | Total     | 289 kg | Padrão olímpico |                    |             | 1º de novembro de 2018 |       |
|         |           |        |                 |                    |             |                        |       |
| +87 kg2 | Arranque  | 140 kg | Li Wenwen       | CHN China          | Tóquio 2020 | 2 de agosto de 2021    | [ 1 ] |
| +87 kg2 | Arremesso | 180 kg | Li Wenwen       | CHN China          | Tóquio 2020 | 2 de agosto de 2021    | [ 1 ] |
| +87 kg2 | Total     | 320 kg | Li Wenwen       | CHN China          | Tóquio 2020 | 2 de agosto de 2021    | [ 1 ] |

↑  A categoria superpesada feminina foi incluída nos Jogos Olímpicos de Paris como acima de 81 kg.

## Recordes históricos
Nota: as marcas no total eram padronizadas para intervalos de 2,5 kg, mesmo que se fossem definidos recordes mundiais no arranque e no arremesso de 0,5 kg superiores ao anterior; a partir de maio de 2005 os pesos foram padronizados para intervalos de 1 kg, arredondando os então recordes existentes. Ver também: RECORDES MUNDIAIS DO HALTEROFILISMO

### Recordes masculinos (2000–2016)
| Evento  | Evento    | Peso   | Nome               | País                | Jogos        | Data                   | Ref.        |
| ------- | --------- | ------ | ------------------ | ------------------- | ------------ | ---------------------- | ----------- |
| –56 kg  | Arranque  | 137 kg | Halil Mutlu        | TUR Turquia         | Sydney 2000  | 16 de setembro de 2000 | [ 6 ]       |
| –56 kg  | Arremesso | 170 kg | Long Qingquan      | CHN China           | Rio 2016     | 7 de agosto de 2016    | [ 7 ]       |
| –56 kg  | Total     | 307 kg | Long Qingquan      | CHN China           | Rio 2016     | 7 de agosto de 2016    | [ 7 ]       |
|         |           |        |                    |                     |              |                        |             |
| –62 kg  | Arranque  | 153 kg | Kim Un-guk         | PRK Coreia do Norte | Londres 2012 | 30 de julho de 2012    | [ 8 ]       |
| –62 kg  | Arremesso | 177 kg | Óscar Figueroa     | COL Colômbia        | Londres 2012 | 30 de julho de 2012    | [ 8 ]       |
| –62 kg  | Total     | 327 kg | Kim Un-guk         | PRK Coreia do Norte | Londres 2012 | 30 de julho de 2012    | [ 8 ]       |
|         |           |        |                    |                     |              |                        |             |
| –69 kg  | Arranque  | 165 kg | Georgi Markov      | BUL Bulgária        | Sydney 2000  | 20 de setembro de 2000 | [ 6 ]       |
| –69 kg  | Arremesso | 195 kg | Galabin Boevski    | BUL Bulgária        | Sydney 2000  | 20 de setembro de 2000 | [ 6 ]       |
| –69 kg  | Total     | 357 kg | Galabin Boevski    | BUL Bulgária        | Sydney 2000  | 20 de setembro de 2000 | [ 6 ]       |
|         |           |        |                    |                     |              |                        |             |
| –77 kg  | Arranque  | 177 kg | Lu Xiaojun         | CHN China           | Rio 2016     | 10 de agosto de 2016   | [ 7 ]       |
| –77 kg  | Arremesso | 207 kg | Zhan Xugang        | CHN China           | Sydney 2000  | 22 de setembro de 2000 | [ 6 ] [ 9 ] |
| –77 kg  | Total     | 379 kg | Lu Xiaojun         | CHN China           | Londres 2012 | 1º de agosto de 2012   | [ 8 ]       |
|         |           |        |                    |                     |              |                        |             |
| –85 kg  | Arranque  | 180 kg | Guiorgui Assanidze | GEO Geórgia         | Sydney 2000  | 23 de setembro de 2000 | [ 6 ]       |
| –85 kg  | Arremesso | 217 kg | Tian Tao           | CHN China           | Rio 2016     | 12 de agosto de 2016   | [ 7 ]       |
| –85 kg  | Total     | 396 kg | Kianoush Rostami   | IRI Irã             | Rio 2016     | 12 de agosto de 2016   | [ 7 ]       |
|         |           |        |                    |                     |              |                        |             |
| –94 kg  | Arranque  | 187 kg | Kouroush Bagheri   | IRI Irã             | Sydney 2000  | 24 de setembro de 2000 | [ 6 ]       |
| –94 kg  | Arremesso | 224 kg | Szymon Kołecki     | POL Polônia         | Pequim 2008  | 17 de agosto de 2008   | [ 10 ]      |
| –94 kg  | Total     | 407 kg | Milen Dobrev       | BUL Bulgária        | Atenas 2004  | 23 de agosto de 2004   | [ 11 ]      |
|         |           |        |                    |                     |              |                        |             |
| –105 kg | Arranque  | 200 kg | Andrei Aramnov     | BLR Bielorrússia    | Pequim 2008  | 18 de agosto de 2008   | [ 10 ]      |
| –105 kg | Arremesso | 237 kg | Ruslan Nurudinov   | UZB Uzbequistão     | Rio 2016     | 15 de agosto de 2016   | [ 7 ]       |
| –105 kg | Total     | 436 kg | Andrei Aramnov     | BLR Bielorrússia    | Pequim 2008  | 18 de agosto de 2008   | [ 10 ]      |
|         |           |        |                    |                     |              |                        |             |
| +105 kg | Arranque  | 216 kg | Behdad Salimi      | IRI Irã             | Rio 2016     | 16 de agosto de 2016   | [ 7 ]       |
| +105 kg | Arremesso | 262 kg | Hossein Rezazadeh  | IRI Irã             | Atenas 2004  | 25 de agosto de 2004   | [ 11 ]      |
| +105 kg | Total     | 473 kg | Lasha Talakhadze   | GEO Geórgia         | Rio 2016     | 16 de agosto de 2016   | [ 7 ]       |

### Recordes masculinos (1996)
| Evento  | Evento    | Peso     | Nome                | País        | Jogos        | Data                | Ref.   |
| ------- | --------- | -------- | ------------------- | ----------- | ------------ | ------------------- | ------ |
| –54 kg  | Arranque  | 132,5 kg | Halil Mutlu         | TUR Turquia | Atlanta 1996 | 20 de julho de 1996 | [ 12 ] |
| –54 kg  | Arremesso | 155,0 kg | Halil Mutlu         | TUR Turquia | Atlanta 1996 | 20 de julho de 1996 | [ 12 ] |
| –54 kg  | Total     | 287,5 kg | Halil Mutlu         | TUR Turquia | Atlanta 1996 | 20 de julho de 1996 | [ 12 ] |
|         |           |          |                     |             |              |                     |        |
| –59 kg  | Arranque  |          |                     |             |              |                     |        |
| –59 kg  | Arremesso | 170,0 kg | Tang Lingsheng      | CHN China   | Atlanta 1996 | 21 de julho de 1996 | [ 12 ] |
| –59 kg  | Total     | 307,5 kg | Tang Lingsheng      | CHN China   | Atlanta 1996 | 21 de julho de 1996 | [ 12 ] |
|         |           |          |                     |             |              |                     |        |
| –64 kg  | Arranque  |          |                     |             |              |                     |        |
| –64 kg  | Arremesso | 187,5 kg | Valerios Leonidis   | GRE Grécia  | Atlanta 1996 | 22 de julho de 1996 | [ 12 ] |
| –64 kg  | Total     | 335,0 kg | Naim Süleymanoğlu   | TUR Turquia | Atlanta 1996 | 22 de julho de 1996 | [ 12 ] |
|         |           |          |                     |             |              |                     |        |
| –70 kg  | Arranque  | 162,5 kg | Zhan Xugang         | CHN China   | Atlanta 1996 | 23 de julho de 1996 | [ 12 ] |
| –70 kg  | Arremesso | 195,0 kg | Zhan Xugang         | CHN China   | Atlanta 1996 | 23 de julho de 1996 | [ 12 ] |
| –70 kg  | Total     | 357,5 kg | Zhan Xugang         | CHN China   | Atlanta 1996 | 23 de julho de 1996 | [ 12 ] |
|         |           |          |                     |             |              |                     |        |
| –76 kg  | Arranque  |          |                     |             |              |                     |        |
| –76 kg  | Arremesso |          |                     |             |              |                     |        |
| –76 kg  | Total     |          |                     |             |              |                     |        |
|         |           |          |                     |             |              |                     |        |
| –83 kg  | Arranque  | 180,0 kg | Pyrros Dimas        | GRE Grécia  | Atlanta 1996 | 26 de julho de 1996 | [ 12 ] |
| –83 kg  | Arremesso | 212,5 kg | Pyrros Dimas        | GRE Grécia  | Atlanta 1996 | 26 de julho de 1996 | [ 12 ] |
| –83 kg  | Total     | 392,5 kg | Pyrros Dimas        | GRE Grécia  | Atlanta 1996 | 26 de julho de 1996 | [ 12 ] |
|         |           |          |                     |             |              |                     |        |
| –91 kg  | Arranque  | 187,5 kg | Aleksei Petrov      | RUS Rússia  | Atlanta 1996 | 26 de julho de 1996 | [ 12 ] |
| –91 kg  | Arremesso |          |                     |             |              |                     |        |
| –91 kg  | Total     |          |                     |             |              |                     |        |
|         |           |          |                     |             |              |                     |        |
| –99 kg  | Arranque  |          |                     |             |              |                     |        |
| –99 kg  | Arremesso | 235,0 kg | Akakios Kakiasvilis | GEO Geórgia | Atlanta 1996 | 28 de julho de 1996 | [ 12 ] |
| –99 kg  | Total     | 420,0 kg | Akakios Kakiasvilis | GEO Geórgia | Atlanta 1996 | 28 de julho de 1996 | [ 12 ] |
|         |           |          |                     |             |              |                     |        |
| –108 kg | Arranque  |          |                     |             |              |                     |        |
| –108 kg | Arremesso | 235,0 kg | Timur Taimazov      | UKR Ucrânia | Atlanta 1996 | 29 de julho de 1996 | [ 12 ] |
| –108 kg | Total     |          |                     |             |              |                     |        |
|         |           |          |                     |             |              |                     |        |
| +108 kg | Arranque  |          |                     |             |              |                     |        |
| +108 kg | Arremesso | 260,0 kg | Andrei Tchemerkin   | RUS Rússia  | Atlanta 1996 | 30 de julho de 1996 | [ 12 ] |
| +108 kg | Total     | 457,5 kg | Andrei Tchemerkin   | RUS Rússia  | Atlanta 1996 | 30 de julho de 1996 | [ 12 ] |

### Recordes masculinos (1976–1992)
| Evento   | Evento    | Peso     | Nome                | País                 | Jogos          | Data                   | Ref.   |
| -------- | --------- | -------- | ------------------- | -------------------- | -------------- | ---------------------- | ------ |
| –52 kg   | Arranque  | 120,0 kg | Sevdalin Marinov    | BUL Bulgária         | Seul 1988      | 18 de setembro de 1988 | [ 13 ] |
| –52 kg   | Arremesso | 150,0 kg | Sevdalin Marinov    | BUL Bulgária         | Seul 1988      | 18 de setembro de 1988 | [ 13 ] |
| –52 kg   | Total     | 270,0 kg | Sevdalin Marinov    | BUL Bulgária         | Seul 1988      | 18 de setembro de 1988 | [ 13 ] |
|          |           |          |                     |                      |                |                        |        |
| –56 kg   | Arranque  | 132,5 kg | Chun Byung-kwan     | KOR Coreia do Sul    | Barcelona 1992 | 27 de julho de 1992    | [ 14 ] |
| –56 kg   | Arremesso | 165,0 kg | Oksen Mirzoian      | URS União Soviética  | Seul 1988      | 19 de setembro de 1988 | [ 13 ] |
| –56 kg   | Total     | 292,5 kg | Oksen Mirzoian      | URS União Soviética  | Seul 1988      | 19 de setembro de 1988 | [ 13 ] |
|          |           |          |                     |                      |                |                        |        |
| –60 kg   | Arranque  | 152,5 kg | Naim Süleymanoğlu   | TUR Turquia          | Seul 1988      | 20 de setembro de 1988 | [ 13 ] |
| –60 kg   | Arremesso | 190,0 kg | Naim Süleymanoğlu   | TUR Turquia          | Seul 1988      | 20 de setembro de 1988 | [ 13 ] |
| –60 kg   | Total     | 342,5 kg | Naim Süleymanoğlu   | TUR Turquia          | Seul 1988      | 20 de setembro de 1988 | [ 13 ] |
|          |           |          |                     |                      |                |                        |        |
| –67,5 kg | Arranque  | 155,0 kg | Israel Militossian  | URS União Soviética  | Seul 1988      | 21 de setembro de 1988 | [ 13 ] |
| –67,5 kg | Arremesso | 195,0 kg | Ianko Russev        | BUL Bulgária         | Moscou 1980    | 23 de julho de 1980    | [ 15 ] |
| –67,5 kg | Total     | 342,5 kg | Ianko Russev        | BUL Bulgária         | Moscou 1980    | 23 de julho de 1980    | [ 15 ] |
|          |           |          |                     |                      |                |                        |        |
| –75 kg   | Arranque  | 167,5 kg | Borislav Guidikov   | BUL Bulgária         | Seul 1988      | 22 de setembro de 1988 | [ 13 ] |
| –75 kg   | Arremesso | 207,5 kg | Borislav Guidikov   | BUL Bulgária         | Seul 1988      | 22 de setembro de 1988 | [ 13 ] |
| –75 kg   | Total     | 375,0 kg | Borislav Guidikov   | BUL Bulgária         | Seul 1988      | 22 de setembro de 1988 | [ 13 ] |
|          |           |          |                     |                      |                |                        |        |
| –82,5 kg | Arranque  | 177,5 kg | Iurik Vardanian     | URS União Soviética  | Moscou 1980    | 26 de julho de 1980    | [ 15 ] |
| –82,5 kg | Arremesso | 222,5 kg | Iurik Vardanian     | URS União Soviética  | Moscou 1980    | 26 de julho de 1980    | [ 15 ] |
| –82,5 kg | Total     | 400,0 kg | Iurik Vardanian     | URS União Soviética  | Moscou 1980    | 26 de julho de 1980    | [ 15 ] |
|          |           |          |                     |                      |                |                        |        |
| –90 kg   | Arranque  | 190,0 kg | Serguei Sirtsov     | EUN Equipa Unificada | Barcelona 1992 | 1º de agosto de 1992   | [ 14 ] |
| –90 kg   | Arremesso | 235,0 kg | Kakhi Kakhiashvili  | EUN Equipa Unificada | Barcelona 1992 | 1º de agosto de 1992   | [ 14 ] |
| –90 kg   | Total     | 412,5 kg | Anatoli Khrapati    | URS União Soviética  | Seul 1988      | 25 de setembro de 1988 | [ 13 ] |
|          |           |          |                     |                      |                |                        |        |
| –100 kg  | Arranque  | 190,0 kg | Pavel Kuznetsov     | URS União Soviética  | Seul 1988      | 26 de setembro de 1988 | [ 13 ] |
| –100 kg  | Arremesso | 235,0 kg | Pavel Kuznetsov     | URS União Soviética  | Seul 1988      | 26 de setembro de 1988 | [ 13 ] |
| –100 kg  | Total     | 425,0 kg | Pavel Kuznetsov     | URS União Soviética  | Seul 1988      | 26 de setembro de 1988 | [ 13 ] |
|          |           |          |                     |                      |                |                        |        |
| –110 kg  | Arranque  | 210,0 kg | Iúri Zakharevitch   | URS União Soviética  | Seul 1988      | 27 de setembro de 1988 | [ 13 ] |
| –110 kg  | Arremesso | 245,0 kg | Iúri Zakharevitch   | URS União Soviética  | Seul 1988      | 27 de setembro de 1988 | [ 13 ] |
| –110 kg  | Total     | 455,0 kg | Iúri Zakharevitch   | URS União Soviética  | Seul 1988      | 27 de setembro de 1988 | [ 13 ] |
|          |           |          |                     |                      |                |                        |        |
| +110 kg  | Arranque  | 212,5 kg | Alexandr Kurlovitch | URS União Soviética  | Seul 1988      | 29 de setembro de 1988 | [ 13 ] |
| +110 kg  | Arremesso | 255,0 kg | Vassili Alekseiev   | URS União Soviética  | Montreal 1976  | 27 de julho de 1976    | [ 16 ] |
| +110 kg  | Total     | 462,5 kg | Alexandr Kurlovitch | URS União Soviética  | Seul 1988      | 29 de setembro de 1988 | [ 13 ] |

### Recordes femininos (2000–2016)
| Evento | Evento    | Peso   | Nome                             | País                | Jogos        | Data                   | Ref.   |
| ------ | --------- | ------ | -------------------------------- | ------------------- | ------------ | ---------------------- | ------ |
| –48 kg | Arranque  | 097 kg | Nurcan Taylan                    | TUR Turquia         | Atenas 2004  | 14 de agosto de 2004   | [ 11 ] |
| –48 kg | Arremesso | 115 kg | Aree Wiratthaworn                | THA Tailândia       | Atenas 2004  | 14 de agosto de 2004   | [ 11 ] |
| –48 kg | Total     | 210 kg | Nurcan Taylan                    | TUR Turquia         | Atenas 2004  | 14 de agosto de 2004   | [ 11 ] |
|        |           |        |                                  |                     |              |                        |        |
| –53 kg | Arranque  | 101 kg | Li Yajun                         | CHN China           | Rio 2016     | 7 de agosto de 2016    | [ 7 ]  |
| –53 kg | Arremesso | 126 kg | Prapawadee Jaroenrattanatarakoon | THA Tailândia       | Pequim 2008  | 10 de agosto 2008      | [ 10 ] |
| –53 kg | Total     | 225 kg | Yang Xia                         | CHN China           | Sydney       | 18 de setembro de 2000 | [ 6 ]  |
|        |           |        |                                  |                     |              |                        |        |
| –58 kg | Arranque  | 110 kg | Sukanya Srisurat                 | THA Tailândia       | Rio 2016     | 8 de agosto de 2016    | [ 7 ]  |
| –58 kg | Arremesso | 138 kg | Chen Yanqing                     | CHN China           | Pequim 2008  | 11 de agosto de 2008   | [ 10 ] |
| –58 kg | Total     | 246 kg | Li Xueying                       | CHN China           | Londres 2012 | 30 de julho de 2012    | [ 8 ]  |
|        |           |        |                                  |                     |              |                        |        |
| –63 kg | Arranque  | 115 kg | Hanna Batsiushka                 | BLR Bielorrússia    | Atenas 2004  | 18 de agosto de 2004   | [ 11 ] |
| –63 kg | Arremesso | 147 kg | Deng Wei                         | CHN China           | Rio 2016     | 9 de agosto de 2016    | [ 7 ]  |
| –63 kg | Total     | 262 kg | Deng Wei                         | CHN China           | Rio 2016     | 9 de agosto de 2016    | [ 7 ]  |
|        |           |        |                                  |                     |              |                        |        |
| –69 kg | Arranque  | 122 kg | Liu Chunhong                     | CHN China           | Atenas 2004  | 19 de agosto de 2004   | [ 11 ] |
| –69 kg | Arremesso | 153 kg | Liu Chunhong                     | CHN China           | Atenas 2004  | 19 de agosto de 2004   | [ 11 ] |
| –69 kg | Total     | 275 kg | Liu Chunhong                     | CHN China           | Atenas 2004  | 19 de agosto de 2004   | [ 11 ] |
|        |           |        |                                  |                     |              |                        |        |
| –75 kg | Arranque  | 125 kg | Natalia Zabolotnaia              | RUS Rússia          | Atenas 2004  | 20 de agosto de 2004   | [ 11 ] |
| –75 kg | Arremesso | 153 kg | Rim Jong-sim                     | PRK Coreia do Norte | Rio 2016     | 12 de agosto de 2016   | [ 7 ]  |
| –75 kg | Total     | 274 kg | Rim Jong-sim                     | PRK Coreia do Norte | Rio 2016     | 12 de agosto de 2016   | [ 7 ]  |
|        |           |        |                                  |                     |              |                        |        |
| +75 kg | Arranque  | 151 kg | Tatiana Kachírina                | RUS Rússia          | Londres 2012 | 5 de agosto de 2012    | [ 8 ]  |
| +75 kg | Arremesso | 187 kg | Zhou Lulu                        | CHN China           | Londres 2012 | 5 de agosto de 2012    | [ 8 ]  |
| +75 kg | Total     | 333 kg | Zhou Lulu                        | CHN China           | Londres 2012 | 5 de agosto de 2012    | [ 8 ]  |